# Stiftung PSD L(i)ebensWert
Die Stiftung PSD L(i)ebensWert ist eine rechtsfähige Stiftung des bürgerlichen Rechts mit Sitz in Stuttgart. Sie wurde 2012 von der genossenschaftlichen PSD Bank RheinNeckarSaar gegründet. Unterstützt werden gemeinnützige soziale Vereine und Einrichtungen, die sich im Raum Stuttgart, im Raum Freiburg und im Saarland für Kinder, Jugendliche, Senioren und Menschen mit Behinderung einsetzen. Das Engagement der Stiftung umfasst neben Spenden von jährlich rund 400.000 Euro auch die Auslobung des Online-Spendenwettbewerbs „miteinander leben“, die Initiierung von Kooperationsprojekten mit Netzwerkpartnern sowie Sachhilfen und Qualifikationsangebote für soziale Organisationen. Über die Verteilung der Spendengelder entscheiden ehrenamtliche Spendenbeiräte.

## Stiftungszwecke
Die Stiftung verfolgt gemeinnützige und mildtätige Zwecke, die der Förderung des öffentlichen Gesundheitswesens, der Jugend- und Altenhilfe oder des Wohlfahrtswesens dienlich sind. Verwirklicht werden die Stiftungszwecke insbesondere durch die Initiierung, Organisation und Unterstützung von Projekten, die dem Grundsatz der „Hilfe zur Selbsthilfe“ entsprechen. Gefördert werden beispielsweise Maßnahmen, die geistig und körperlich behinderte Menschen in den Lebensalltag integrieren und ihnen zu einer höheren Lebensqualität verhelfen, älteren Menschen einen angemessenen Lebensabend ermöglichen oder chronisch Kranken dabei helfen, ihr Schicksal zu bewältigen. Gefördert werden außerdem Projekte, die Kindern, Jugendlichen und jungen Erwachsenen Perspektiven für ihre persönliche und berufliche Entwicklung eröffnen oder Bedürftigen in finanziellen Notlagen unbürokratisch unter die Arme greifen.

## Spendenvergabe
Im Geschäftsgebiet der PSD Bank RheinNeckarSaar eG vergibt die Stiftung zwei Mal im Jahr Spenden, um die sich Vereine und soziale Einrichtungen online bewerben können. 
Außerdem lobt die Stiftung regelmäßig Spendenwettbewerbe aus.
Förderwürdig sind laut Stiftungssatzung Einrichtungen, die gemäß ihrem Freistellungsbescheid gemeinnützige und mildtätige Zwecke fördern. Im gemeinnützigen Bereich fördert die Stiftung Projekte der folgenden Zweckbereiche: Förderung des öffentlichen Gesundheitswesens (§52 Abs. 2 Satz 1 Nr. 3), Förderung der Jugend- und Altenhilfe (§52 Abs. 2 Satz 1 Nr. 4) und Förderung des Wohlfahrtswesens (§52 Abs. 2 Satz 1 Nr. 9).
Organisation
Die Gremien sind der Stiftungsvorstand und das Kuratorium. Der drei- bis fünfköpfige Vorstand setzt sich zusammen aus dem Vorstandsvorsitzenden und dem Aufsichtsratsvorsitzenden der Stifterin (PSD Bank RheinNeckarSaar eG) sowie einen vom Vorstand berufenen Stiftungsbeauftragten aus dem Kreis des Vorstandes oder der Führungskräfte der Bank. Optional können – für drei Jahre mit der Möglichkeit der Wiederberufung – zwei weitere Personen vom Vorstand der Bank in den Stiftungsvorstand aufgenommen werden.
Alle Mitglieder der Stiftungsorgane sind ehrenamtlich für die Stiftung tätig.

## Stiftungskapital
Das Grundstockvermögen zum Zeitpunkt der Gründung betrug 500.000 Euro.
Haupteinnahmequelle der Stiftung ist das „PSD Gewinnsparen“, aus dessen Erlös Spenden an gemeinnützige soziale Vereine und Institutionen vergeben werden. Hinzu kommen Spenden und Zustiftungen sowie die Erträge aus der Ehrenamtsbörse der PSD Bank RheinNeckarSaar eG. 

## Ehrenamtsbörse
Die Ehrenamtsbörse der PSD Bank RheinNeckarSaar eG bietet der Belegschaft und den Kunden die Möglichkeit, zu Gunsten der Stiftung ehrenamtlich aktiv zu werden. Jede Ehrenamtsstunde honoriert die Bank mit 25 Euro für die Stiftung. Vorstand und Aufsichtsrat leisten über jährliche Spenden im Rahmen einer freiwilligen Selbstverpflichtung ihren Beitrag für die Stiftung.

## Projekte und Netzwerk
Rund um die Stiftung ist ein Netzwerk entstanden, zu dem soziale Einrichtungen ebenso gehören wie Kulturschaffende, Schulen, kommunale Einrichtungen, Ämter und Ministerien. Auf diese Weise konnte die Stiftung bereits zahlreiche Gemeinschaftsaktionen auf die Beine stellen wie beispielsweise das Projekt „Flüchtlinge pflegen Stäffele“ in Zusammenarbeit mit der Landeshauptstadt Stuttgart, die Radhelmkampagne „Helm tragen. Vorbild sein!“ in Kooperation mit dem Ministerium für Inneres, Digitalisierung und Migration Baden-Württemberg oder einen Graffiti-Workshop mit dem saarländischen KuBa – Kulturzentrum am EuroBahnhof e.V. Auch die Veranstaltungsreihe „Samstags zur PSD Bank“ in Saarbrücken wird in Zusammenarbeit mit Netzwerkpartnern der Stiftung realisiert.